# Райцевский сельсовет
Райцевский сельсовет — административная единица на территории Кореличского района Гродненской области Белоруссии. Административный центр — агрогородок Райца.

## История
В 2008 году уточнены наименования сельских населённых пунктов Кореличского района — Галеново, Логоватка, Сёгда, Щёново.
В 2017 году в состав сельсовета вошёл Ворончанский сельсовет с его 13 населёнными пунктами.

## Состав
Райцевский сельсовет включает 30 населённых пунктов:
- Белые Луги — деревня.
- Воронча — агрогородок.
- Галеново — хутор.
- Горбатовичи — деревня.
- Дуброва — деревня.
- Забердово — деревня.
- Зеленец — деревня.
- Каролины — деревня.
- Куневичи — деревня.
- Литаровщина — деревня.
- Логоватка — деревня.
- Минаки — деревня.
- Миратичи — деревня.
- Плужины — деревня.
- Подгайна — деревня.
- Райца — агрогородок.
- Рамейки — деревня.
- Ровины — деревня.
- Романы — деревня.
- Русатин — деревня.
- Сёгда — деревня.
- Скрышево — деревня.
- Соленики — деревня.
- Тиневичи — деревня.
- Трасейки — деревня.
- Трудново — деревня.
- Франтишково — деревня.
- Хвалово — деревня.
- Щёново — деревня.
- Ятвезь — деревня.